# Saint-Laurent, Haute-Savoie
Saint-Laurent là một xã trong tỉnh Haute-Savoie thuộc vùng Rhône-Alpes đông nam Pháp.